# Variație
Variația este schimbarea unei însușiri morfologice, fiziologice, biochimice, ecologice, care apare la indivizii vegetali și animali. Este un mijloc de realizare a variabilității.

#### Clasificare
Din punctul de vedere al geneticii, variațiile pot fi:
- - variații neereditare, dobândite de un individ, dar care nu sunt transmise urmașilor,
- - variații ereditare, (mutații), - variații transmise urmașilor.
- - variație adecvată - schimbare a unei însușiri în strictă conformitate cu factorii de mediu care au provocat apariția sa, (indiferent de natura ereditară a organismului). Majoritatea biologilor nu recunosc variația adecvată;
- - variație definită - reacție uniformă a indivizilor din aceeași descendență față de un factor de mediu;
- - variație nedefinită - reacție neuniformă a indivizilor din aceeași descendență față de un factor de mediu. Variația nedefinită este mult mai frecventă.